# Ngân hàng Nhật Bản

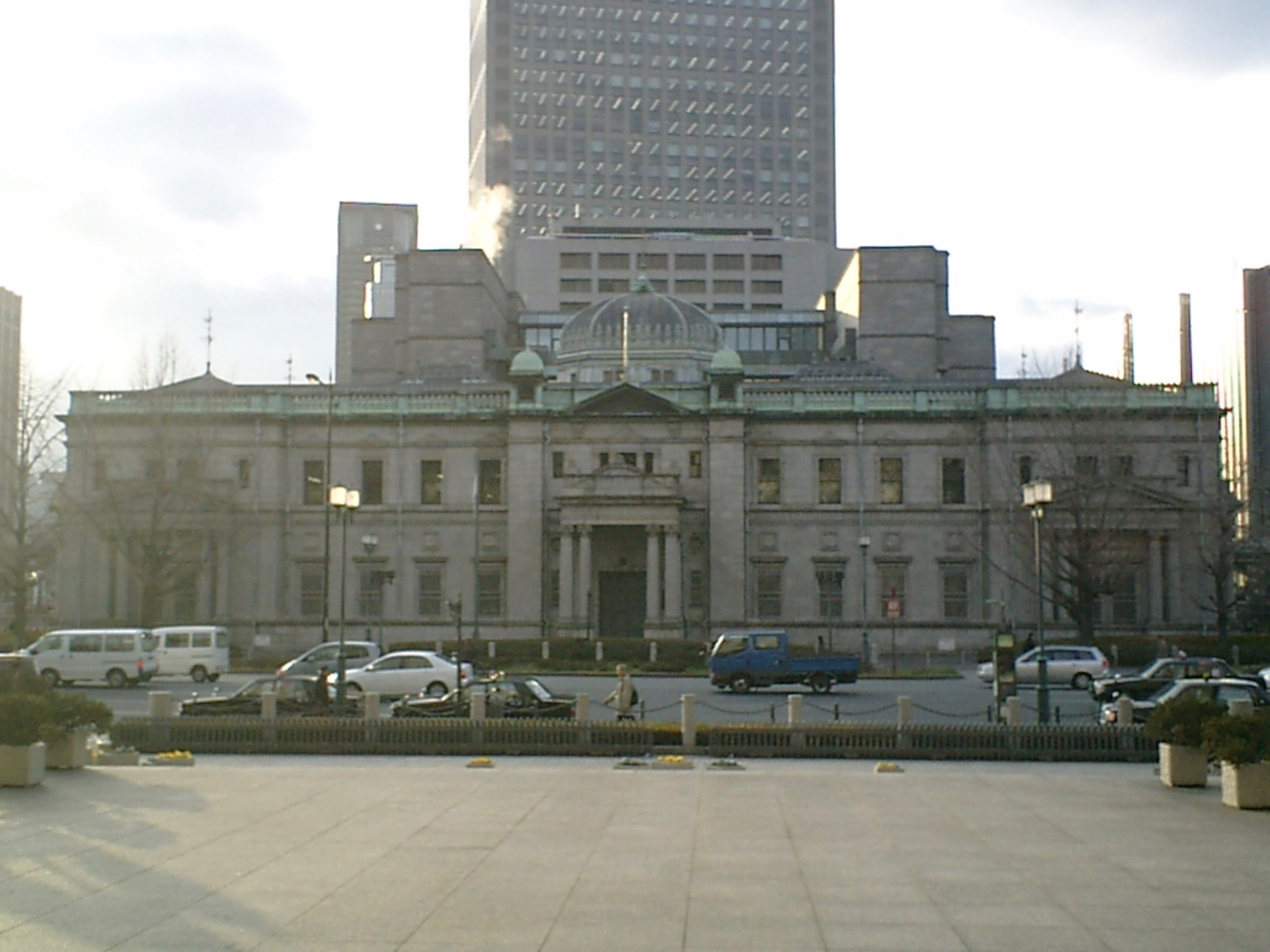
Chi nhánh Ngân hàng Nhật Bản ở Osaka

Ngân hàng Nhật Bản (tiếng Nhật: 日本銀行 Nippon Ginkō, thường hay được gọi tắt là 日銀 Nichigin / Nhật Ngân; tiếng Anh: Bank of Japan) là ngân hàng trung ương của Nhật Bản.